# William Aloysius Griffin
William Aloysius Griffin (* 20. November 1885 in Elizabeth, New Jersey, USA; † 1. Januar 1950 ebenda) war ein römisch-katholischer Geistlicher und Bischof von Trenton.

## Leben
William Aloysius Griffin besuchte die St. Patrick High School in Elizabeth, New Jersey. Griffin studierte Philosophie am Seton Hall College in South Orange und Katholische Theologie am Immaculate Conception Seminary in South Orange. Er empfing am 15. August 1910 das Sakrament der Priesterweihe. William Aloysius Griffin war Pfarrer der Pfarreien St. John Church und St. Augustine in Newark.
Am 26. Februar 1938 ernannte ihn Papst Pius XI. zum Titularbischof von Sanavus und bestellte ihn zum Weihbischof in Newark. Der Erzbischof von Newark, Thomas Joseph Walsh, spendete ihm am 1. Mai desselben Jahres die Bischofsweihe; Mitkonsekratoren waren der Bischof von Buffalo, John Aloysius Duffy, und der Bischof von Trenton, Moses Elias Kiley. Am 18. Mai 1940 ernannte ihn Papst Pius XII. zum Bischof von Trenton.